# Српска православна црква Светог Николе у Самошу
Српска православна црква Светог Николе у Самошу, у општини Ковачица, подигнута је у 18. веку, под заштитом је Републике Србије као споменик културе у категорији непокретних културних добара од великог значаја.
Црква у Самошу је посвећена Светом Николи, подигнута је 1840. године, а освећена 1847. године. Представља прецизну копију цркве исте посвете у недалеком селу Сакуле. Село Самош основано је приликом исељавања српског становништва из Чавоша (Румунија) и Сечња, које је са собом понело и своје олтарске преграде, данас уклопљене у нејединствену целину постојећег иконостаса у цркви. Старији део иконостаса сликао је у другој половини 18. века веома активни банатски зограф Недељко Поповић.
Иконостас се састоји из две дрвене плоче на којима су у два неједнака појаса насликани апостоли са Деизисом у средини (у ширем) и пророци (у ужем појасу) и две велике иконе: Светог Димитрија и удвојена икона Светог Ђорђа за два наручиоца са сликаревим потписом из 1777. године. Млађи део иконостаса, рокајне резбарије, заузима централно место, са премазаним престоним иконама, царским дверима, Крунисањем Богородице, низом апостола и пророка, Страдањима и Распећем. Целивајуће иконе Рођења и Обретења главе Јована Крститеља радио је непознати сликар с краја 18. и почетка 19. века.